# Championnat de RDA de football (Bezirksliga) Potsdam
La Bezirksliga Potsdam fut une ligue de football à l’époque de l’ancienne RDA.
Elle couvrait le territoire du district (en allemand : Bezirk) de Potsdam. Elle était située, dans l’actuel Land du Brandebourg.
Durant 31 des 38 saisons de son existence, cette ligue représenta le 3e niveau de la hiérarchie du football est-allemand. De la fin de saison 1954-1955 au terme de la compétition 1962-1963, elle fut le 4e niveau, en raison de la création de la II. DDR-Liga.

## Histoire
Avec la création de la République démocratique allemande, en octobre 1949, une ligue supérieure de football avait été mise sur pied par les autorités communistes dès la saison 1948-1949. Lors du championnat suivant, la plus haute division fut renommée DDR-Oberliga.

Les 15 Bezirke (districts) de 1952 à 1990.

Un an après cette ligue supérieure, la « section football » du Deutscher Sportausschuß (DS) (le comité chargé de la gestion et du contrôle des activités sportives en RDA) décida de constituer un second niveau. Celui-ci fut dénommé DDR-Liga.
En dessous de ces deux premiers niveaux, le football resta structuré sur base de la subdivision administrative du pays en Länder (Brandebourg, Mecklembourg, Saxe, Saxe-Anhalt et Thuringe) auxquels s’ajoutait la zone de Berlin-Est, choisi comme capitale de l’État.
En 1952, les autorités communistes modifièrent le découpage administratif de l’Allemagne de l’Est. Les Länder furent remplacés par 15 districts (en allemand : Bezirk) : District de Berlin, Dresde, Karl-Marx-Stadt, Leipzig, Gera, Erfurt, Suhl, Halle, Magdeburg, Cottbus, Potsdam, Frankfort/Oder, Neubrandenbourg, Schwerin, Rostock.
La structure sportive suivit le mouvement avec la création au sein de chaque Bezirk d’une division la plus haute appelée Bezirksliga.
Sous chaque Bezirksliga se trouvèrent des Bezirksklasse (dont le nombre varia selon la grandeur du district concerné).
La plupart du temps, la Bezirksliga fut jouée sous forme d’une série unique, mais il arriva que certaines comportent, temporairement deux tableaux ou plus.

## Palmarès

### 1952 à 1955 « (niveau 3) »
| Ordre | Saison    | Champion                | Nom actuel           | Promu | Remarques         |
| ----- | --------- | ----------------------- | -------------------- | ----- | ----------------- |
| 1     | 1952-1953 | BSG Motor Hennigsdorf   | FC 98 Hennigsdorf    | Oui   | Promu en DDR-Liga |
| 2     | 1953-1954 | BSG Einheit Brandenburg | FC Stahl Brandenburg | Oui   | promu en DDR-Liga |
| 3     | 1954-1955 | BSG Motor Hennigsdorf   | FC 98 Hennigsdorf    | Non   |                   |

### Tour de transition (1955)
À la fin du championnat 1954-1955, les autorités est-allemandes décidèrent que les compétitions suivraient le modèle soviétique. C'est-à-dire qu’elles débutèrent au début du printemps et se terminèrent à la fin de l’automne de la même année calendrier. Durant l’automne 1955, il fut disputé un tour de transition (en allemand : Übergangsrunde) sans montée ni descente. Ce système s’arrêta après la saison 1960. Les compétitions reprirent alors selon un schéma plus conventionnel à partir de la fin de l’été 1961, soit huit mois après la fin de la saison précédente.
| Ordre | Saison | Champion              | Nom actuel        | Promu | Remarques                       |
| ----- | ------ | --------------------- | ----------------- | ----- | ------------------------------- |
| x     | 1955   | BSG Motor Hennigsdorf | FC 98 Hennigsdorf |       | Pas de montant ou de descendant |

### 1956 à 1963 « (niveau 4) »
En 1955, en plus du passage au modèle soviétique, les dirigeants communistes scindèrent la DDR-Liga, directement supérieure aux Bezirksligen. Si dans l’esprit des politiciens la DDR-Liga n’était que partagée en deux, il était clair que chaque Bezirksliga devint de facto une Division 4.
À partir de la saison 1958 et jusqu’à sa dissolution auterme du championnat 1962-1963 la II. DDR-Liga directement supérieure compta 5 séries. Les 15 champions de Bezirksliga y furent directement promus. En dehors de cette période, un tour final entre les champions de Bezirksliga désigna les montants.
| Ordre | Saison    | Champion                    | Nom actuel          | Promu | Remarques             |
| ----- | --------- | --------------------------- | ------------------- | ----- | --------------------- |
| 4     | 1956      | BSG Motor Hennigsdorf       | FC 98 Hennigsdorf   | Oui   | Promu en II. DDR-Liga |
| 5     | 1957      | BSG Rotation Babelsberg II  | Fortuna Babelsberg  | Oui   | Promu en II. DDR-Liga |
| 6     | 1958      | BSG Motor Rathenow          | FSV Optik Rathenow  | Oui   | Promu en II. DDR-Liga |
| 7     | 1959      | BSG Lokomotive Kirchmöser   | ESV Kirchmöser      | Oui   | Promu en II. DDR-Liga |
| 8     | 1960      | ZSG Industrie Velten        | SC Oberhavel Velten | Oui   | Promu en II. DDR-Liga |
| 9     | 1961-1962 | Gp A: BSG Stahl Hennigsdorf | FC 98 Hennigsdorf   | Oui   | Promu en II. DDR-Liga |
| 10    | 1962-1963 | BSG Aufbau Jüterbog         | ESV Lok Jüterbog    | Non   |                       |

### 1963 à 1991 « (niveau 3) »
À la suite de la dissolution de la II. DDR-Liga à la fin de la saison 1962-1963, chaque Bezirksliga redevint la Division 3.
À partir de la saison 1971-1972 et jusqu’au terme du championnat 1982-1983 la DDR-Liga directement supérieure compta 5 séries. Les 15 champions de Bezirksliga y furent directement promus. En dehors de cette période, un tour final entre les champions de Bezirksliga désigna les montants.
| Ordre | Saison    | Champion                  | Nom actuel                 | Promu | Remarques                                |
| ----- | --------- | ------------------------- | -------------------------- | ----- | ---------------------------------------- |
| 11    | 1963-1964 | BSG Motor Hennigsdorf     | FC 98 Hennigsdorf          | Non   | Promu en DDR-Liga                        |
| 12    | 1964-1965 | BSG Motor Hennigsdorf     | FC 98 Hennigsdorf          | Oui   |                                          |
| 13    | 1965-1966 | BSG Motor Süd Brandenburg | Brandenburger SC Süd 05    | Non   |                                          |
| 14    | 1966-1967 | BSG Chemie Premnitz       | TSV Chemie Premnitz        | Oui   |                                          |
| 15    | 1967-1968 | BSG Stahl Brandenburg     | FC Stahl Brandenburg       | Non   |                                          |
| 16    | 1968-1969 | BSG Stahl Hennigsdorf     | FC 98 Hennigsdorf          | Non   |                                          |
| 17    | 1969-1970 | BSG Stahl Brandenburg     | FC Stahl Brandenburg       | Oui   | Promu en DDR-Liga                        |
| 18    | 1970-1971 | BSG Stahl Hennigsdorf     | FC 98 Hennigsdorf          | Oui   | Promu en DDR-Liga avec son vice-champion |
| 19    | 1971-1972 | BSG Motor Hennigsdorf     | FC 98 Hennigsdorf          | Oui   | Promu en DDR-Liga                        |
| 20    | 1972-1973 | BSG Motor Babelsberg      | SV Babelsberg 03           | Oui   | Promu en DDR-Liga                        |
| 21    | 1973-1974 | BSG Motor Ludwigsfelde    | Ludwigsfelder FC           | Oui   | Promu en DDR-Liga                        |
| 22    | 1974-1975 | BSG Chemie Premnitz       | TSV Chemie Premnitz        | Oui   | Promu en DDR-Liga                        |
| 23    | 1975-1976 | BSG Motor Hennigsdorf     | FC 98 Hennigsdorf          | Oui   | Promu en DDR-Liga                        |
| 24    | 1976-1977 | BSG Chemie Premnitz       | TSV Chemie Premnitz        | Oui   | Promu en DDR-Liga                        |
| 25    | 1977-1978 | BSG Motor Süd Brandenburg | Brandenburger SC Süd 05    | Oui   | Promu en DDR-Liga                        |
| 26    | 1978-1979 | BSG Motor Hennigsdorf     | FC 98 Hennigsdorf          | Oui   | Promu en DDR-Liga                        |
| 27    | 1979-1980 | BSG Motor Süd Brandenburg | Brandenburger SC Süd 05    | Oui   | Promu en DDR-Liga                        |
| 28    | 1980-1981 | BSG Motor Babelsberg      | SV Babelsberg 03           | Oui   | Promu en DDR-Liga                        |
| 29    | 1981-1982 | BSG Chemie Premnitz       | TSV Chemie Premnitz        | Oui   | Promu en DDR-Liga                        |
| 30    | 1982-1983 | BSG Motor Süd Brandenburg | Brandenburger SC Süd 05    | Oui   | Promu en DDR-Liga                        |
| 31    | 1983-1984 | BSG Motor Ludwigsfelde    | Ludwigsfelder FC           | Non   |                                          |
| 32    | 1984-1985 | BSG Motor Ludwigsfelde    | Ludwigsfelder FC           | Non   |                                          |
| 33    | 1985-1986 | BSG Motor Ludwigsfelde    | Ludwigsfelder FC           | Non   |                                          |
| 34    | 1986-1987 | BSG Chemie Velten         | SC Oberhavel Velten        | Non   |                                          |
| 35    | 1987-1988 | BSG Stahl Hennigsdorf     | FC 98 Hennigsdorf          | Non   |                                          |
| 36    | 1988-1989 | BSG Chemie Velten         | SC Oberhavel Velten        | Non   |                                          |
| 37    | 1989-1990 | BSG Chemie Premnitz       | TSV Chemie Premnitz        | Oui   | Promu en Verbandsliga Brandenburg        |
| 38    | 1990-1991 | BSG Stahl Oranienburg     | Oranienburger FC Eintracht | Non   |                                          |

## Classements des champions
Parmi les entités différentes qui remportèrent le titre de la Bezirksliga Potsdam, le Motor Hennigsdorf fut le plus titré:

Ancien logo du BSG Motor Hennigsdorf

| Ordre | Clubs                      | Nom actuel                 | Titres | Autres appellations et remarques |
| ----- | -------------------------- | -------------------------- | ------ | --- |
| 1     | BSG Motor Hennigsdorf      | FC 98 Hennigsdorf          | 8      | ZSG Hennigsdorf,LEW Hennigsdorf |
| 2     | BSG Chemie Premnitz        | TSV Chemie Premnitz        | 5      | BSG Kunstseidewerk Premnitz |
| 3     | BSG Motor Süd Brandenburg  | Brandenburger SC Süd 05    | 4      | SG Brandenburg-West, BSG Traktorenwerke Brandenburg, ZSG Werner Seelenbinder Brandenburg                                                                    |
| 4     | BSG Stahl Hennigsdorf      | FC 98 Hennigsdorf          | 4      | fusionna en 1998 avec Motor Hennigsdorf. |
| 5     | BSG Motor Ludwigsfelde     | Ludwigsfelder FC           | 4      | SG Vorwärts Ludwigsfelde, BSG Traktor Ludwigsfelde, BSG Aufbau Ludwigsfeld                                                                                  |
| 6     | BSG Chemie Velten          | SC Oberhavel Velten        | 3      | SG Velten, ZSG Industrie Velten, TSG Velten, BSG Chemie Velten. Renommé FSV 90 Velten après la réunification allemande. Reconstitué après faillite en 1998. |
| 7     | BSG Motor Babelsberg       | SV Babelsberg 03           | 2      | BSG Karl Marx Babelsberg |
| 8     | BSG Stahl Brandenburg      | FC Stahl Brandenburg       | 2      | |
| 9     | BSG Rotation Babelsberg    | Fortuna Babelsberg         | 1      | SG Babelsberg, BSG Märkische Volksstimme Babelsberg, BSG Rotation Babelsberg, BSG DEFA Babelsberg                                                           |
| 10    | BSG Rotation Babelsberg II | Fortuna Babelsberg         | 1      | |
| 11    | BSG Einheit Brandenburg    | FC Stahl Brandenburg       | 1      | SG Brandenburg West, ZSG Werner Seelenbinder. Dissous en 1955, remplacé par BSG Stahl Brandenburg.                                                          |
| 12    | BSG Aufbau Jüterbog        | ESV Lok Jüterbog           | 1      | sa section football fut remplacée en 1966 par le BSG Lokomotive Jüterbog                                                                                    |
| 13    | BSG Lokomotive Kirchmöser  | ESV Kirchmöser             | 1      | Reichsbahn Kirchmöser |
| 14    | BSG Stahl Oranienburg      | Oranienburger FC Eintracht | 1      | SG Eintracht Oranienburg, BSG Einheit Oranienburg |
| 15    | BSG Motor Rathenow         | FSV Optik Rathenow         | 1      | SG Rathenow, BSG Verkehr Rathenow , BSG Mechanik Rathenow,                                                                                                  |